# Rhinobatos hynnicephalus
Rhinobatos hynnicephalus är en rockeart som beskrevs av Richardson 1846. Rhinobatos hynnicephalus ingår i släktet gitarrfiskar, och familjen Rhinobatidae. IUCN kategoriserar arten globalt som nära hotad. Inga underarter finns listade i Catalogue of Life.